# Мамонтов, Анатолий Николаевич
Анато́лий Никола́евич Ма́монтов (1 января 1949 — 20 октября 1997) — советский молдавский легкоатлет, специалист по бегу на средние дистанции. Выступал на всесоюзном уровне в 1970-х годах, чемпион СССР, победитель первенств всесоюзного и республиканского значения, действующий рекордсмен Молдавии в нескольких дисциплинах. Представлял Кишинёв и Вооружённые силы.

## Биография
Анатолий Мамонтов родился 1 января 1949 года. Занимался лёгкой атлетикой в Кишинёве, выступал за Молдавскую ССР и Советскую Армию.
Впервые заявил о себе в сезоне 1974 года, когда на соревнованиях в Москве установил ныне действующий рекорд Молдавии в беге на 800 метров — 1:49.6. Позднее в составе советской сборной принимал участие в международном старте в Будапеште, став серебряным призёром в беге на 1500 метров.
В 1975 году в дисциплине 1500 метров финишировал четвёртым на чемпионате Европы в помещении в Катовице, превзошёл всех соперников на всесоюзном старте в Сочи, стал четвёртым в полуфинале Кубка Европы в Лондоне, получил серебро на чемпионате страны в рамках VI летней Спартакиады народов СССР в Москве.
В 1976 году на 1500-метровой дистанции взял бронзу на зимнем чемпионате СССР в Москве, стал седьмым на чемпионате Европы в помещении в Мюнхене, вторым на всесоюзных соревнованиях в Сочи, одержал победу в матчевой встрече со сборной Великобритании в Киеве, на летнем чемпионате СССР в Киеве, на международном старте в Быдгоще, тогда как в Подольске кроме победы ещё и установил рекорд Молдавии — 3:37.2. Участвовал в матчевой встрече со сборной США в Колледж-Парке, став вторым в своей дисциплине.
В 1977 году победил на зимнем чемпионате СССР в Минске, был четвёртым на чемпионате Европы в помещении в Сан-Себастьяне, лучшим на всесоюзном старте в Сочи, вторым в матчевой встрече со сборной США в Сочи и на летнем чемпионате СССР в Москве.
В 1978 году завоевал золото на зимнем чемпионате СССР в Москве, с ныне действующим рекордом Молдавии 3:41.1 занял пятое место на чемпионате Европы в помещении в Милане. Помимо этого, показал третий результат в матчевой встрече со сборной США в Беркли и на Мемориале братьев Знаменских в Вильнюсе, выиграл серебряную медаль на летнем чемпионате СССР в Тбилиси.
В 1979 году стал бронзовым призёром в беге на 1500 метров на соревнованиях в Сочи, выиграл 800 метров на соревнованиях в Тбилиси.
В 1980 году на зимнем чемпионате СССР в Москве завоевал бронзовую и золотую награды в дисциплинах 1500 и 3000 метров соответственно, при этом во втором случае установил ныне действующий рекорд Молдавии — 8:03.6. Позднее на всесоюзном старте в Сочи установил рекорд Молдавии в беге на 3000 метров на открытом стадионе — 7:52.5. Участвовал в эстафете олимпийского огня летних Олимпийских игр в Москве на территории Молдавской ССР.
Умер 20 октября 1997 года. Похоронен на Центральном (Армянском) кладбище в Кишинёве.